# Trapani
Trapani (latinul Drepanum, görög nyelven Drèpanon, Δρέπανον, azaz sarló) város Szicília régióban, Trapani megye székhelye.

## Fekvése

Trapani község Trapani megye térképén

Trapani Szicília nyugati partján fekszik, ugyanazon a félszigeten, ahol az ókori Drepanon helyezkedett el. A „Két tenger városának” is nevezik. Áthalad rajta a Chinisia folyó. Területéhez tartozik a Colombaia-sziget, a Palumbo-szikla, az Asinelli-sziget és a Porcelli-sziklák.
A vele szomszédos községek: Buseto Palizzolo, Calatafimi-Segesta, Erice, Marsala, Paceco, Salemi és Valderice.

## Története

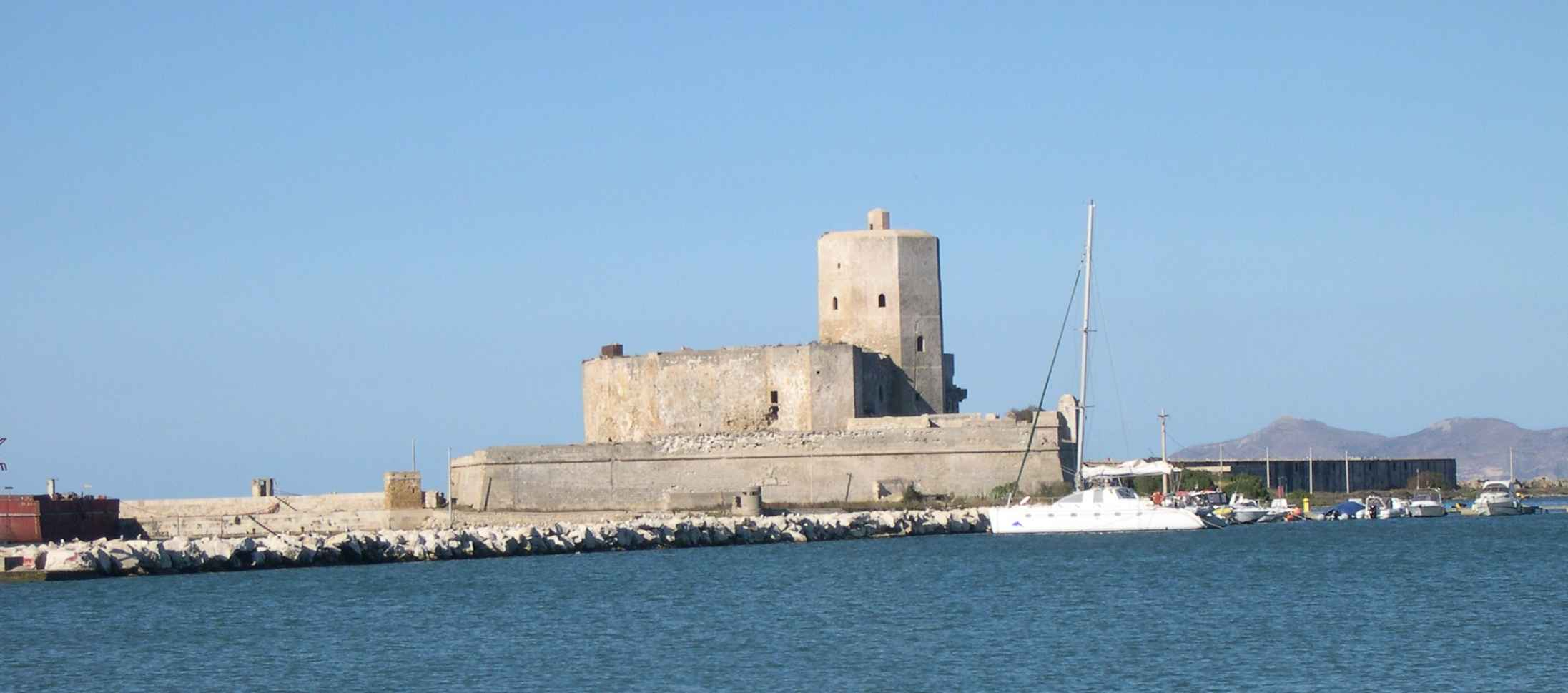
A Colombaia kastélya

A Kr. e. IX. és VIII. sz. között karthágói fennhatóság alatt állt. A görögök és a siracusaiak elleni háborúkban a punok kitartó szövetségese maradt. Drepano (Trapani) az egyik utolsó karthágói védőbástya maradt, míg a másikat, Lilybaeumot, a mai Marsalát bevették a rómaiak.

### Római fennhatóság
Az első pun háború idején Kr. e. 249-ben a karthágóiak a Trapani csatában vereséget mértek a rómaiakra, majd Kr. e. 241-ben a rómaiak győzedelmeskedtek a karthágóiak felett az Egadi-szigeteki csatában , ezzel megszilárdult a Római Birodalom fennhatósága a városban. A neve innentől Drepanum. A rómaiak után a vandálok, a bizánciak. Majd a IX. században (Kr. u. 827-ben) az arabok kezére került, akik az Itràbinis, Taràbanis, Tràpanesch nevet adták neki. 1077-ben II Roger normannjai foglalták el, ekkor indult el virágzása.
Egy rövid Anjou-uralom után Trapani aktívan részt vett a szicíliai vecsernye lázadásaiban, majd 1282-ben az Aragóniai-ház királyai léptek az élére.
A XVII. században hanyatlásnak indult, egyrészt a lázadások, másrészt a pestis következtében.
Egy rövid Savoyai, majd osztrák uralom után a 18. század második felében a Boubonok kezére került a Két Szicília Királyságaként, amely 1860-ig fennmaradt. 1861-től az egységes Olaszország része.

## Nevezetességei
- Jezsuita templom és kolostor: a szicíliai barokk példája. A székesegyház egykor muzulmán mecset volt, 1135-ben alakították át keresztény templommá.
- A Sant'Agostino templom, épült az 1300-as években
- A Santa Maria del Gesù templom
- Maria Santissima Annunziata Bazilika
- San Lorenzo katedrális: belsejében Van Dyck egy festménye
- Torre di Ligny: A Ligny-torony, ma múzeum
- Castello della Colombaia, a Colombaia kastélya
- Piazza Martiri D’Ungheria : a magyar mártíroknak szentelt tér

## Kultúra
A város ismert a húsvéti ünnepségekről és hagyományokról. A nagypénteken és nagyszombaton megrendezésre kerülő trapani misztériumjáték. Legalább 16, de volt már példa 24 órás körmenetre. Olaszország és Szicília legrégebb óta létező vallási ünnepe. Emellett a Trapani Madonna kultusza is jelentős.

### Helyi konyha
Trapani tengerparti fekvéséből adódóan fontos szerepet játszanak a tengeri ételek. Emellett Szicília ezen részén volt nagyobb befolyásuk az araboknak, ami a gasztronómiában is látszik. Általános a kuszkuszt tartalmazó ételek fogyasztása.
A helyben készített pesztó mandulát tartalmaz, és nem raknak bele fenyőmagot, mint a ligúriai változatban.

## Közlekedés

### Közút
Trapaniból az  A29-es autópályán érhető el Palermo.

### Vasút
Trapanit és Palermót két vasútvonal köti össze: a rövidebb Alcamo felé halad, a hosszabb Trapani és Alcamo előtt a megye déli részén halad.

### Kikötők
Trapani kikötőjéből a Siremar és az Ustica Lines kompjaival elérhetőek az Egadi-szigetek és Pantelleria, valamint Cagliari, Tunisz és Livorno is. A Földközi-tenger közepén helyezkedik el, ezért ideális megállóhely a Szicíliai-csatorna utazóinak.

### Repülőtér

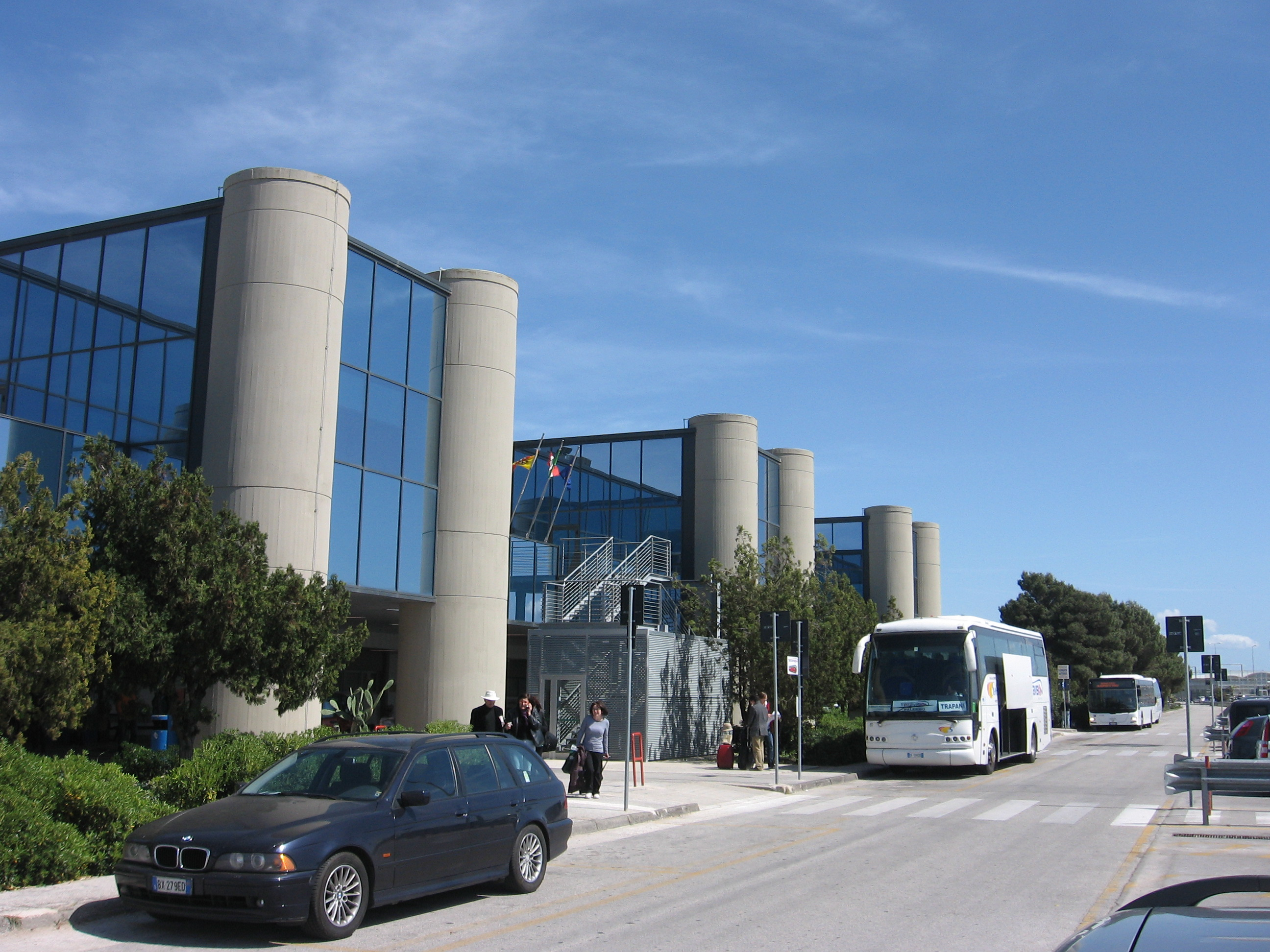
A Vincenzo Florio repülőtér Trapani–Birgi

A Trapani-Birgi reptér 13 km-re fekszik a városközponttól. Járatok indulnak innen Pantelleria, Róma, Bergamo, Pisa, Treviso, Bari, Verona, Parma, Bologna, Torino, Dublin, Frankfurt am Main, Brüsszel, Düsseldorf, Girona, Stockholm, London, Párizs, Oslo,  Málta és Madrid reptereire.

### Mozi
Trapaniban forgatott filmek:
- Polip tévésorozat, (1984) rendezte Damiano Damiani
- Il commissario Lo Gatto (1986) rendezte Dino Risi
- Mindenki jól van (Stanno tutti bene) (1990) rendezte Giuseppe Tornatore
- La scorta (1993) rendezte Ricky Tognazzi
- Un viaggio chiamato amore (2002) rendezte Michele Placido
- L'isola dei segreti - Korè (2009) rendezte Ricky Tognazzi
- Viola di mare (2009) rendezte Donatella Maiorca

## Galéria

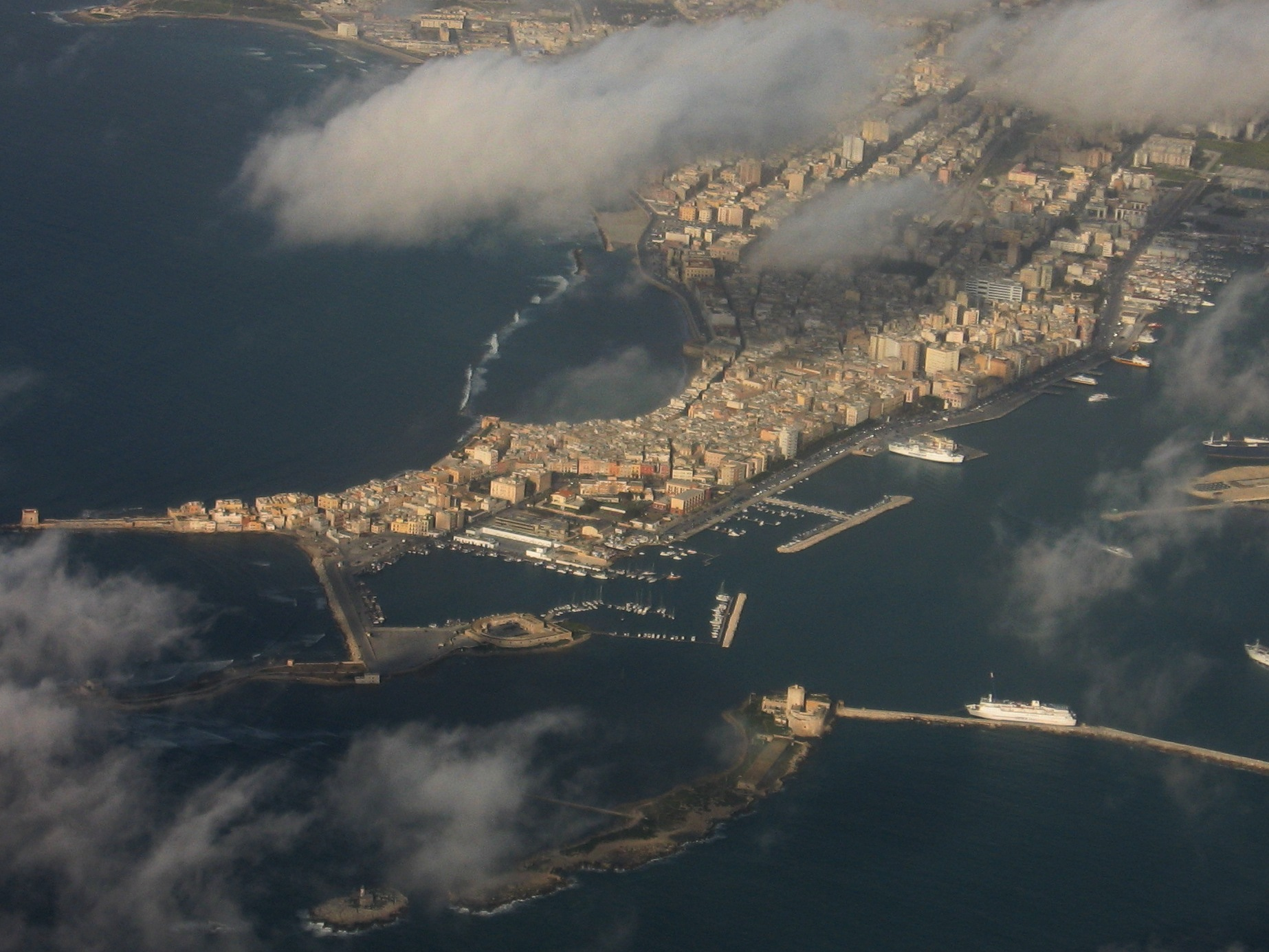
Az óváros a magasból
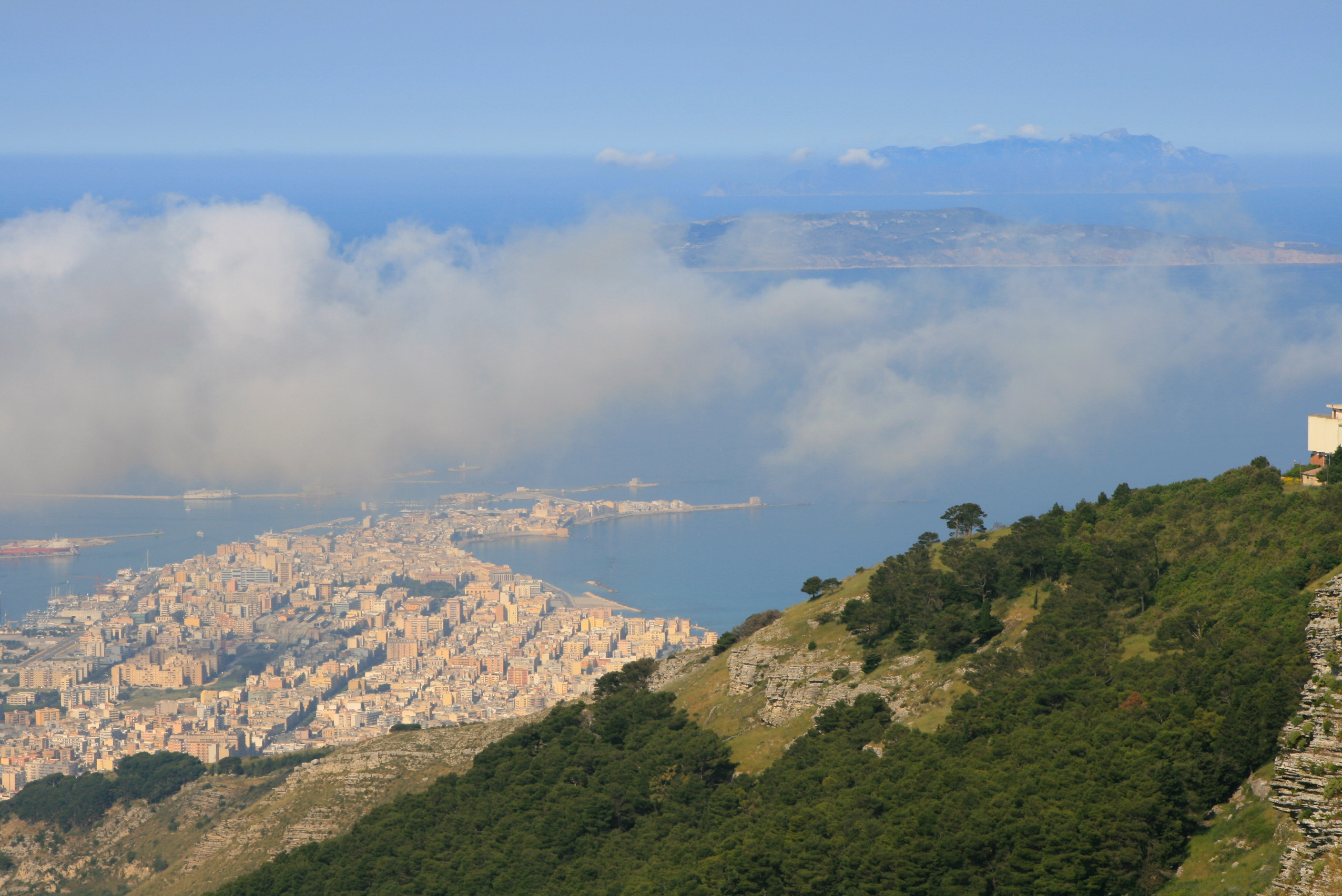
Trapani a Monte Erice hegyről
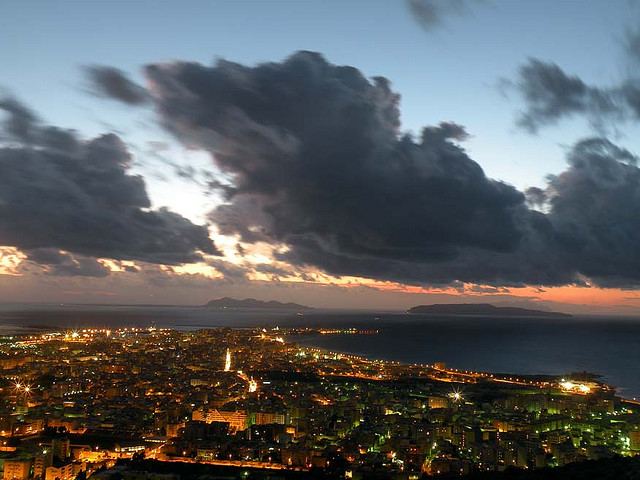
Az éjszakai Trapani
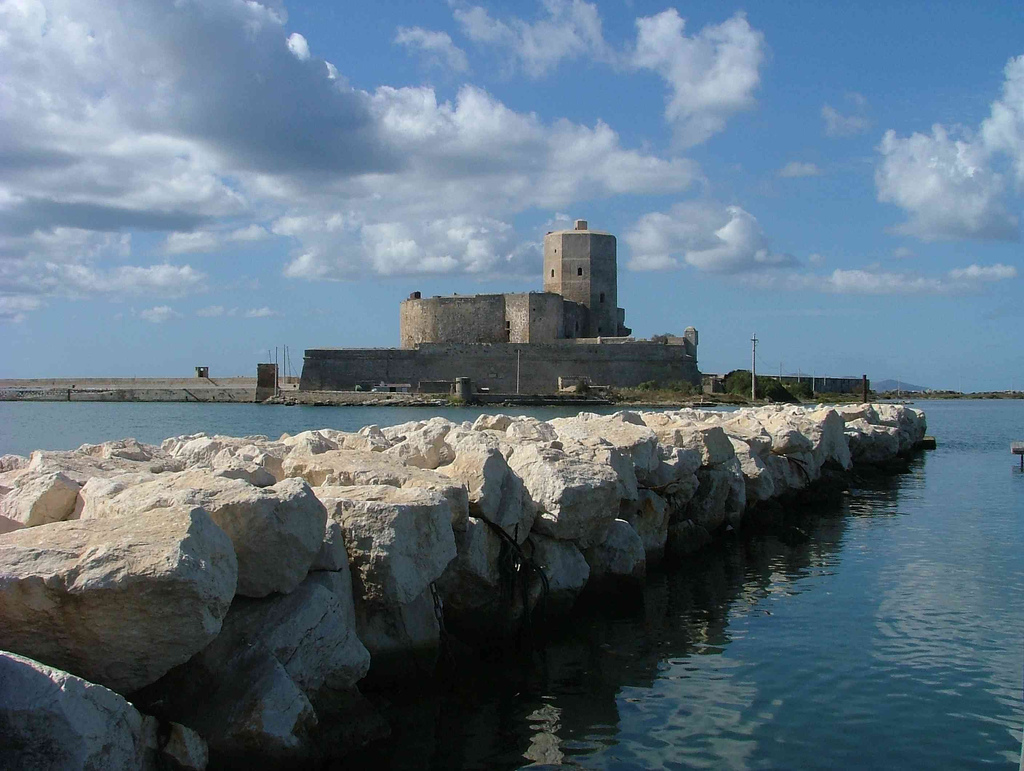
A „Colombaia” erődje
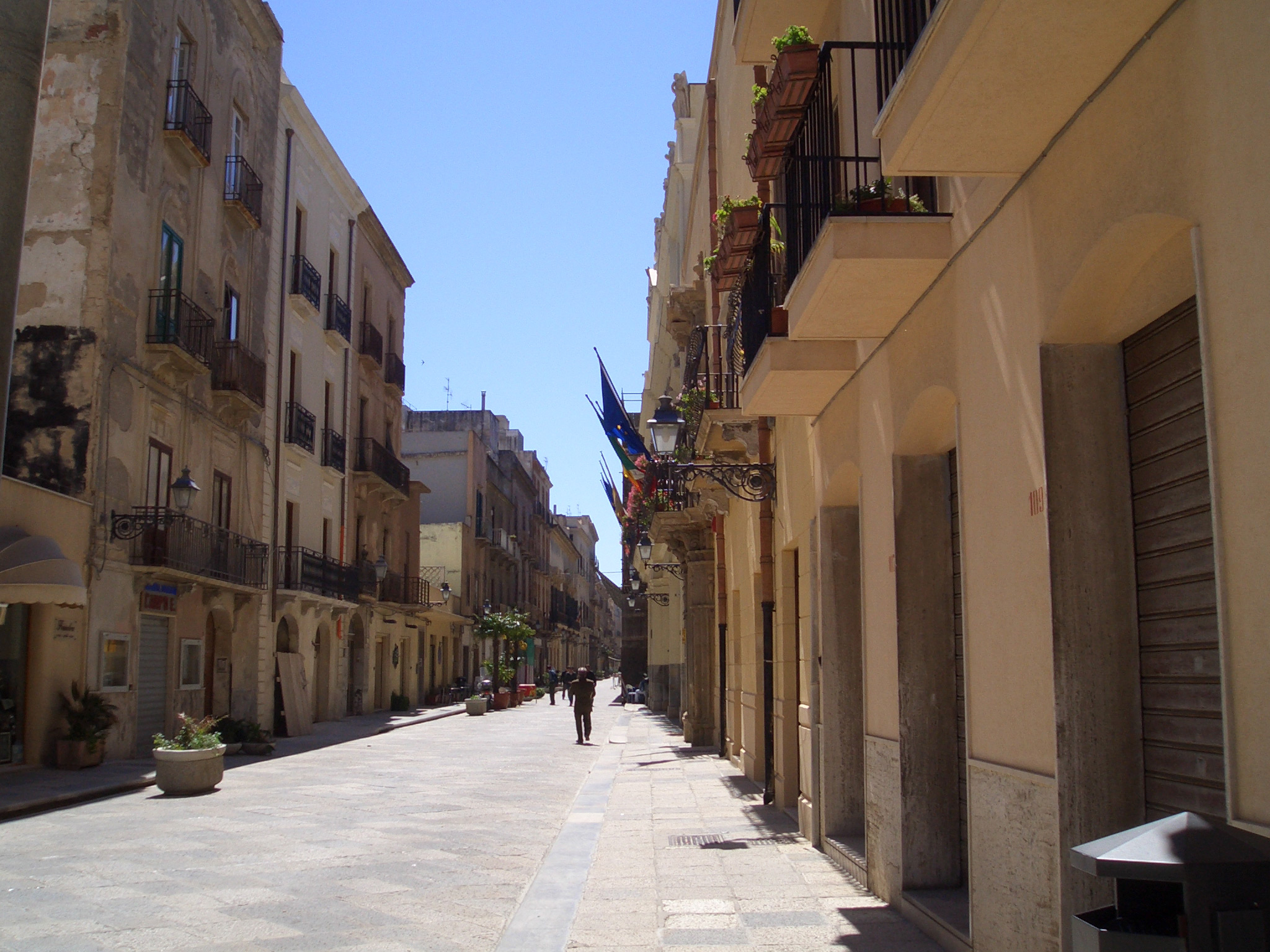
Via Garibaldi
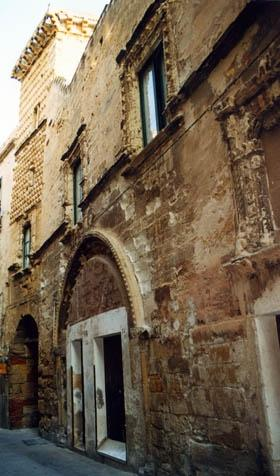
Palazzo della Giudecca
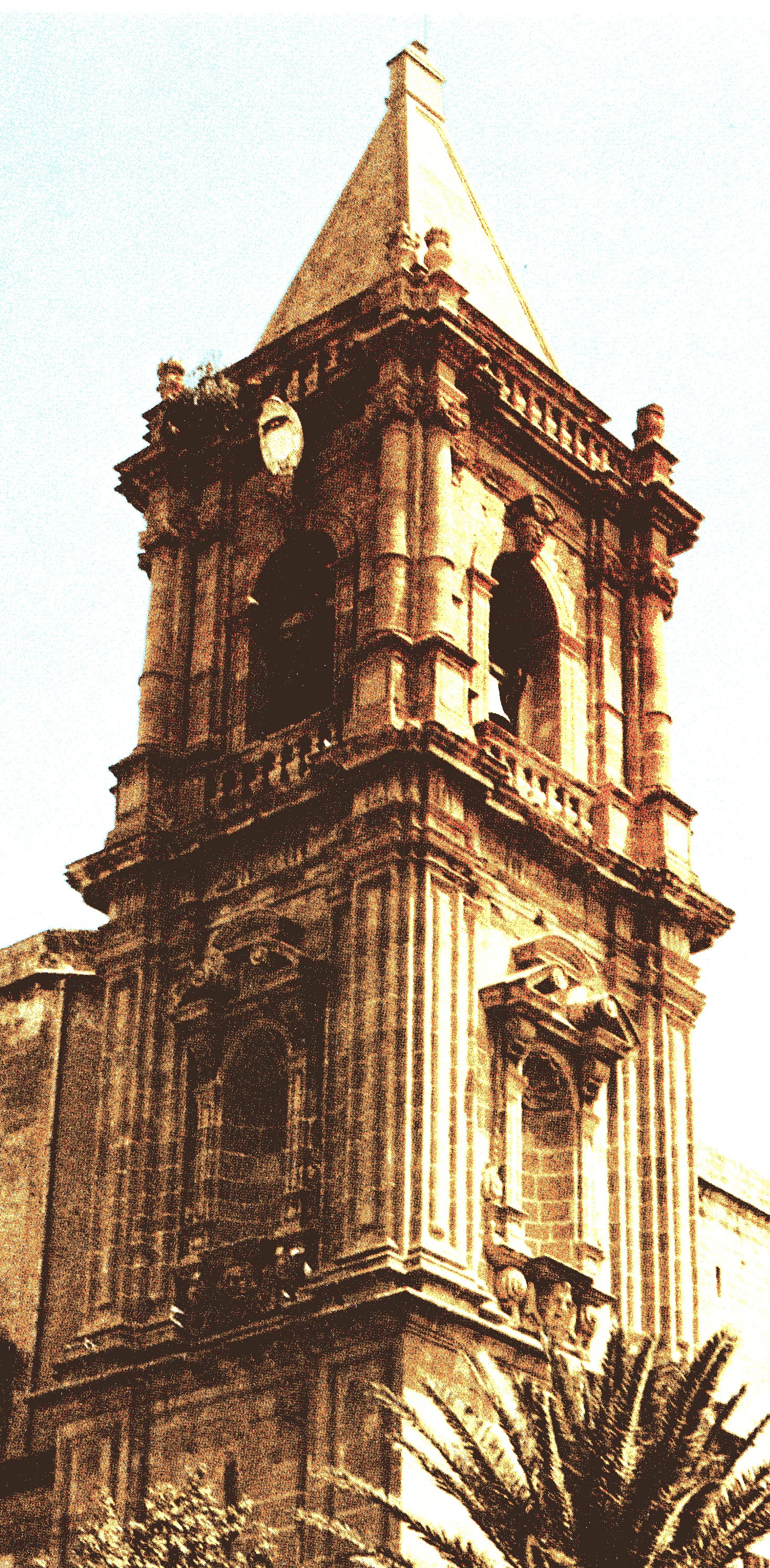
A Santuario dell'Annunziata harangtornya
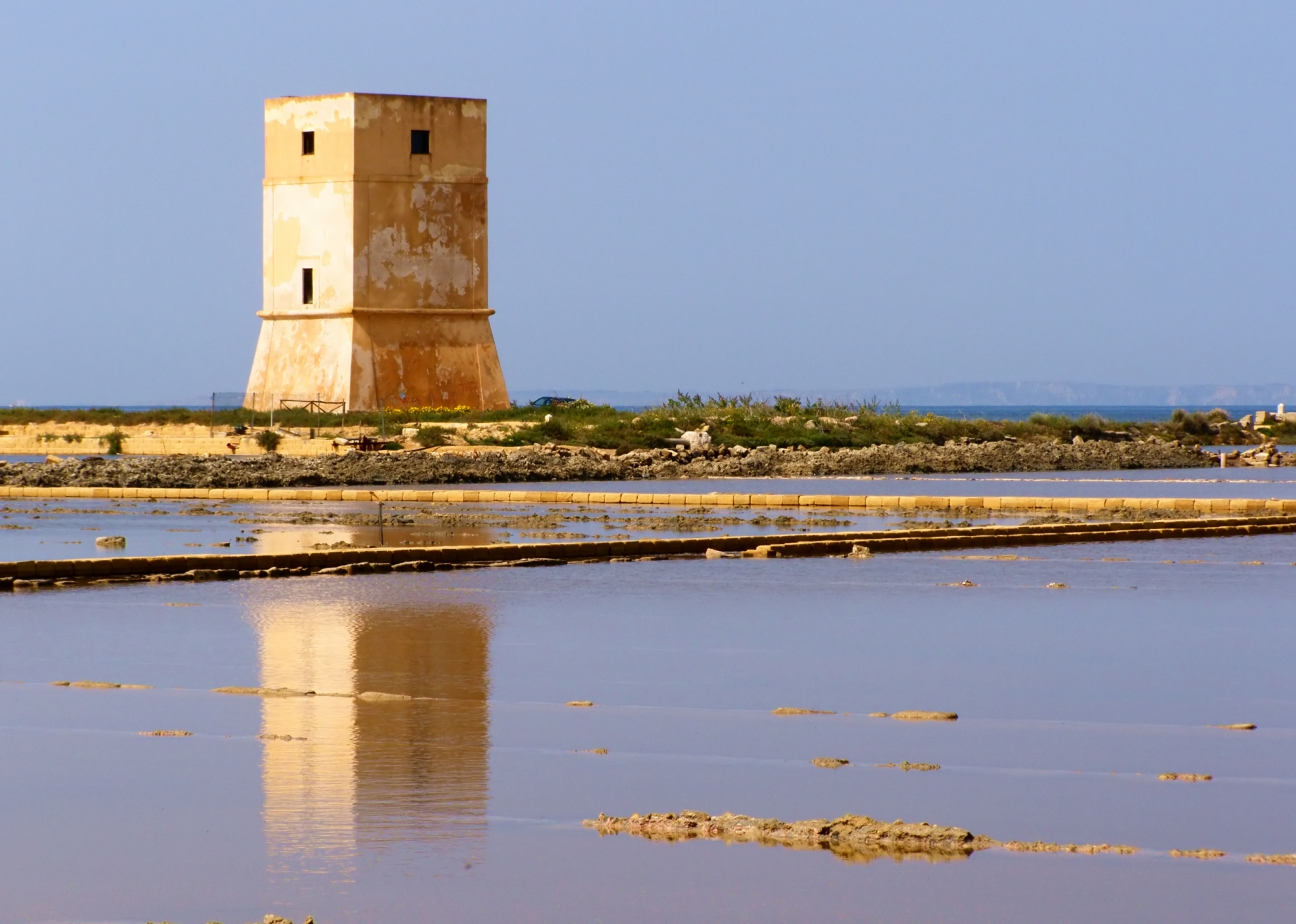
Nubia tornya
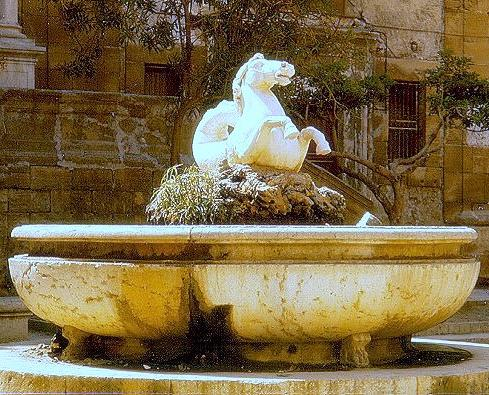
Piazza Lucatelli
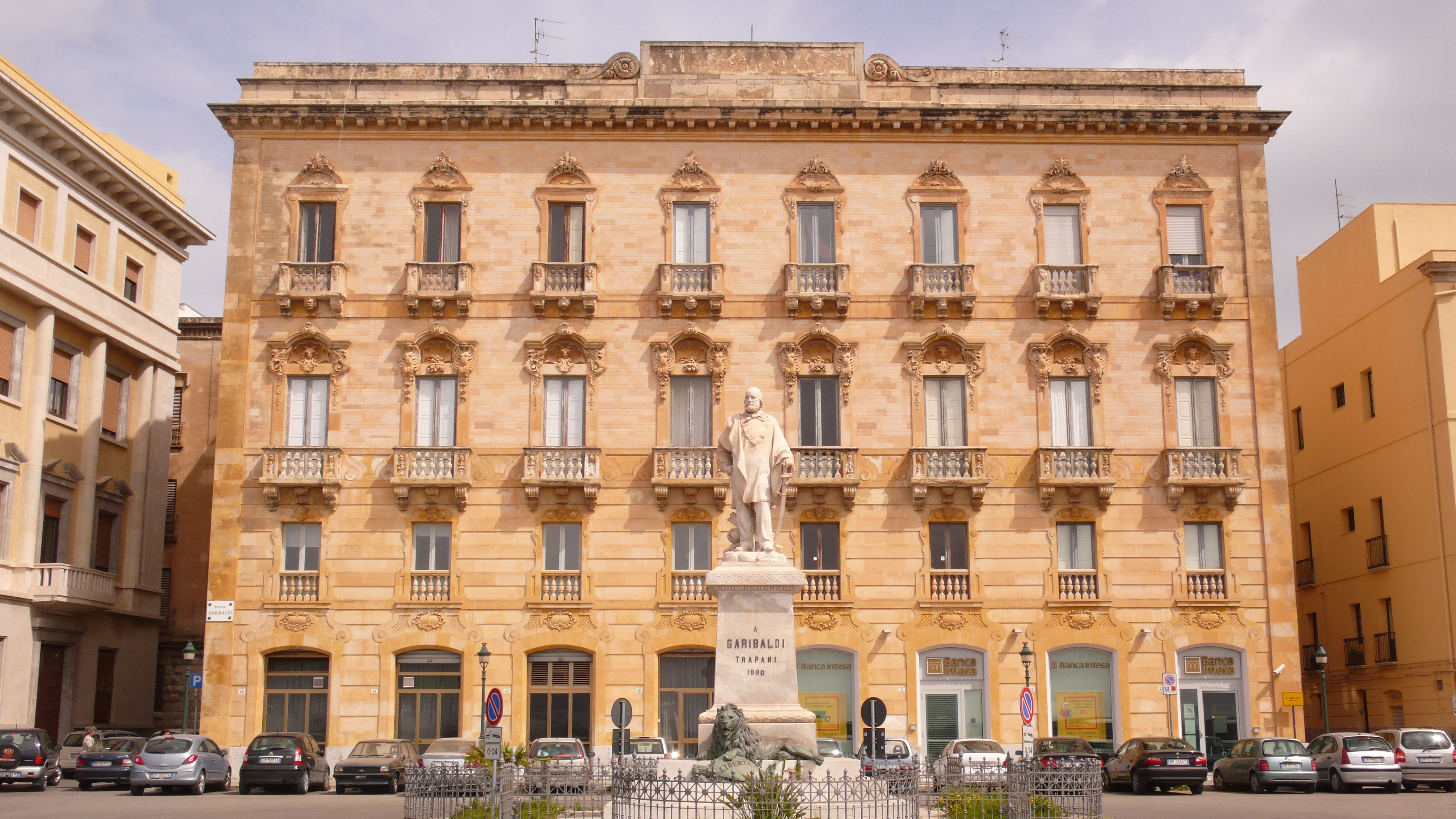
Piazza Garibaldi
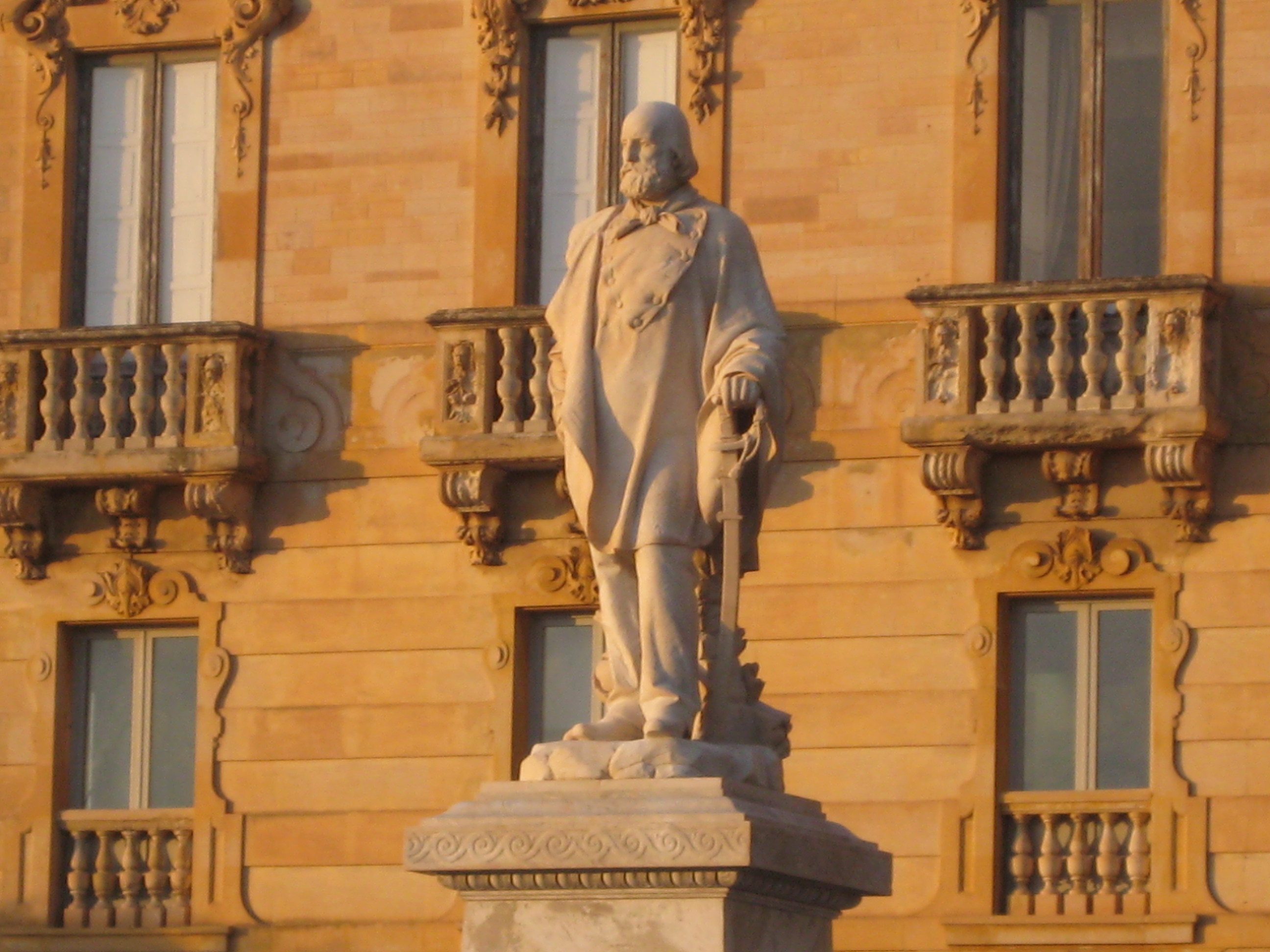
Garibaldi szobra
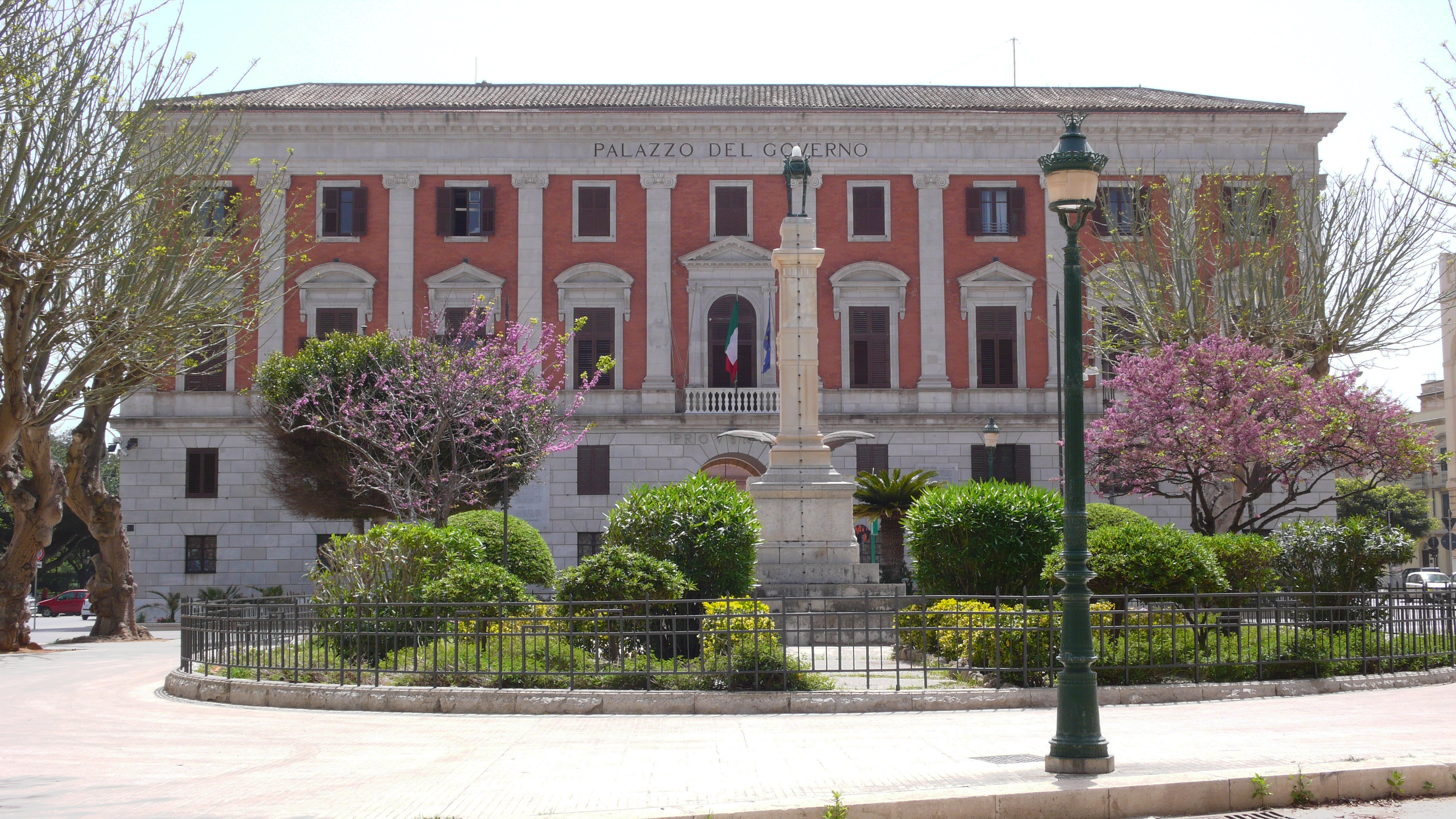
Piazza Vittorio Veneto
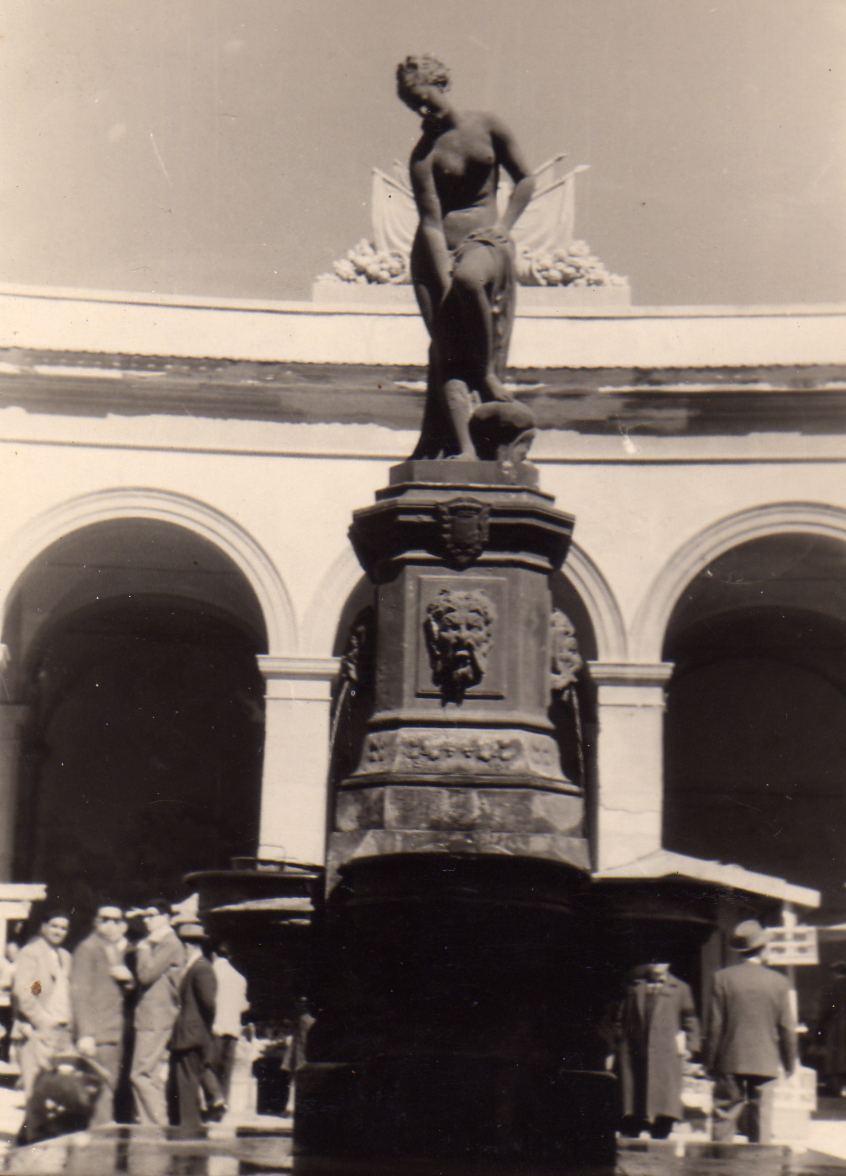
Halpiac 1960-ban
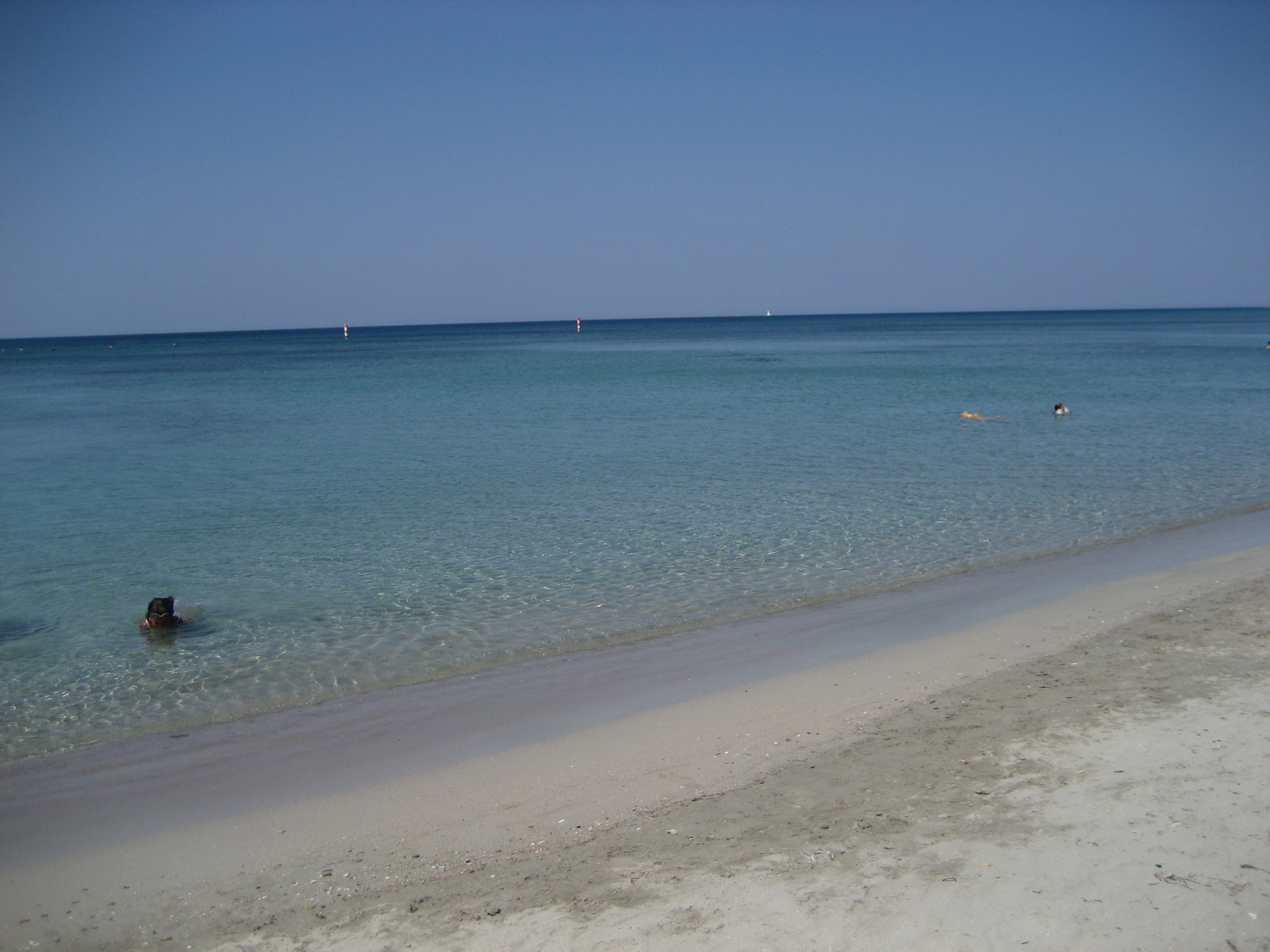
Tengerpart
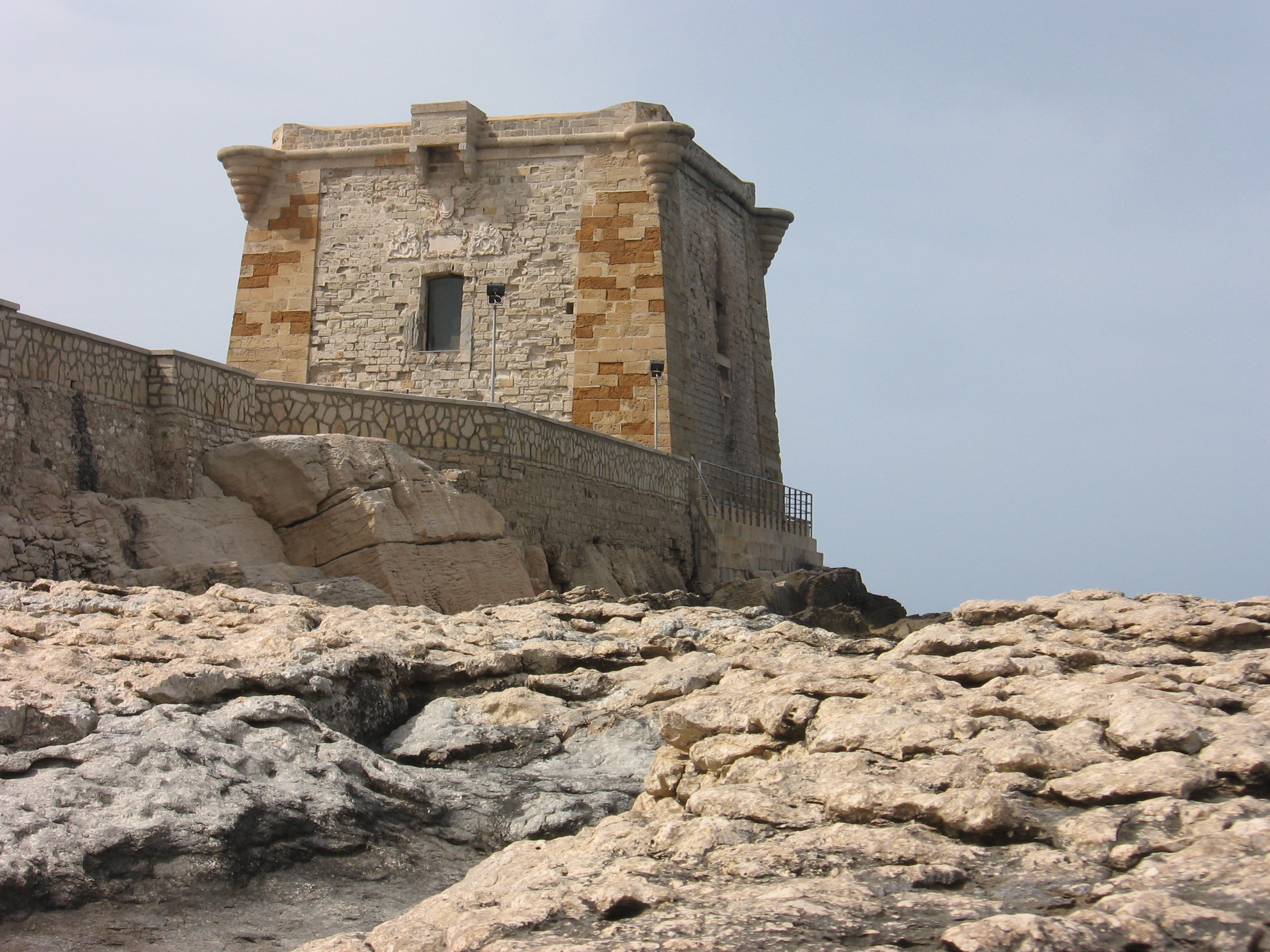
Ligny-torony
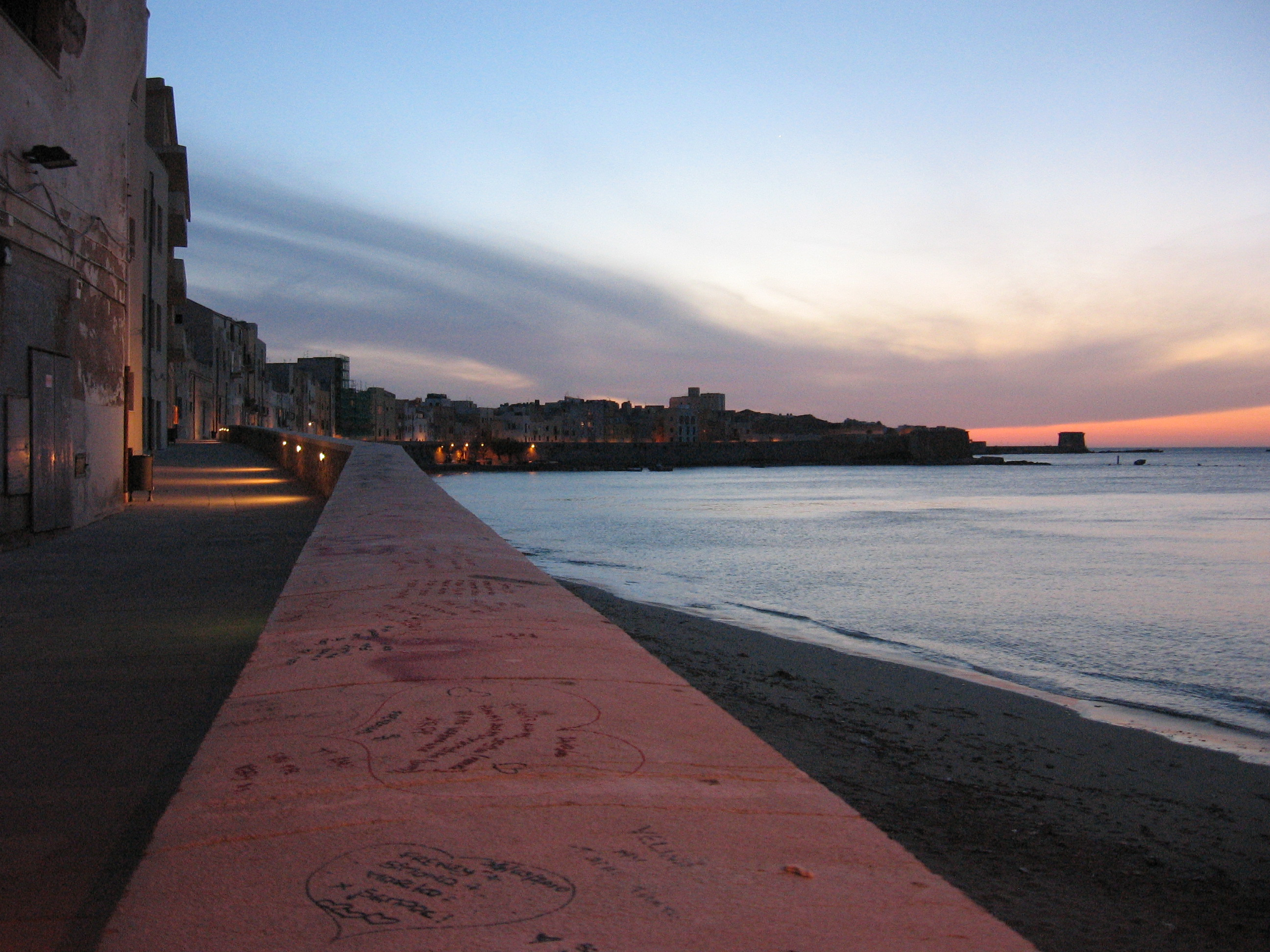
A napnyugta fala
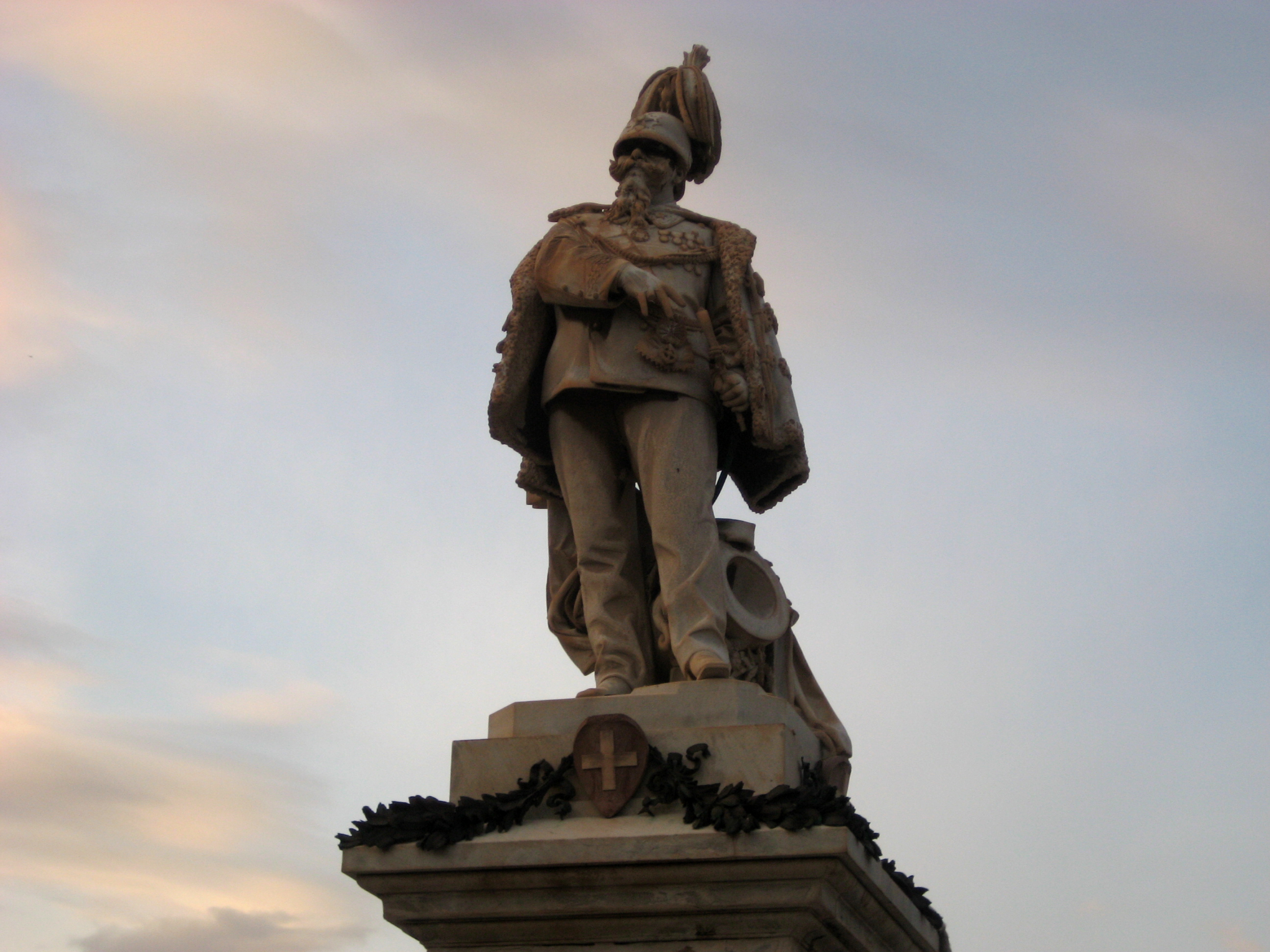
II. Viktor Emánuel szobra
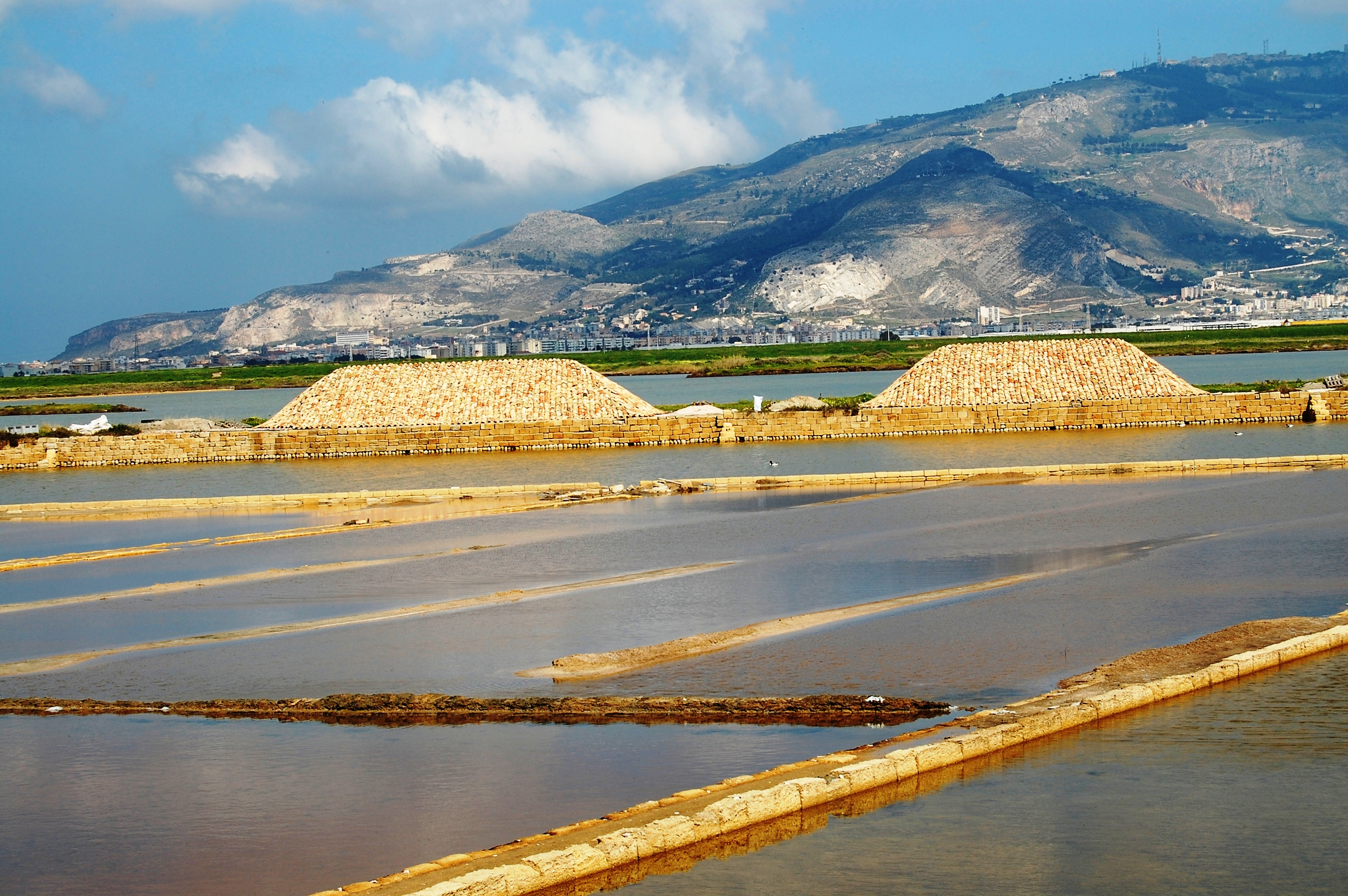
Sólepárlók